# Fernand Boverat
Fernand Boverat (né à Paris 1er le 23 mars 1885 et mort à Paris 10e le 5 août 1962) est un militant nataliste français.

## Biographie
En 1913, le docteur Jacques Bertillon lui confie le secrétariat général de l'Alliance nationale pour l’accroissement de la population française. Boverat en fait une association de promotion de la famille et de défense des familles nombreuses. Il s'appuie sur des statistiques et donne un grand écho à la représentation de la population sous la forme de pyramide des âges. Il occupe ces fonctions jusqu'en 1937, date à laquelle il en prend la présidence, qu'il quitte en 1940. 
Ses théories influencent Joseph Barthélémy, ministre de la Justice de Vichy.

## Publications
- Patriotisme et Paternité, Paris, Grasset, 1913[6]
- Le Péril la dénatalité et la Répression de l'avortement, Paris, Éditions de l'Alliance française contre la dépopulation. 1939.
- Le premier devoir : faire vivre la France, Lyon, Imprimerie du Salut public, 1943[7]
- Le vieillissement de la population, Paris, Editions sociales françaises. 164 p. 1946[8]